# 尚讷维尔
尚讷维尔（法語：Champneuville，法語發音：[ʃɑ̃nøvil]）是法国默兹省的一个市镇，属于凡尔登区。

## 地理
尚讷维尔（49°14'12"N, 5°19'36"E）面积11.99 平方千米，位于法国大東部大區默兹省，该省份为法国西北部内陆省份，北与比利时接壤，西接马恩省和阿登省，南至上马恩省和孚日省，东临默尔特-摩泽尔省。
与尚讷维尔接壤的市镇（或旧市镇、城区）包括：凡尔登地区博蒙、沙唐库尔、屈米耶尔-勒莫尔奥姆、卢沃蒙-科特迪普瓦夫尔、马尔、默兹河畔勒涅维尔、萨莫尼厄、瓦什罗维尔。

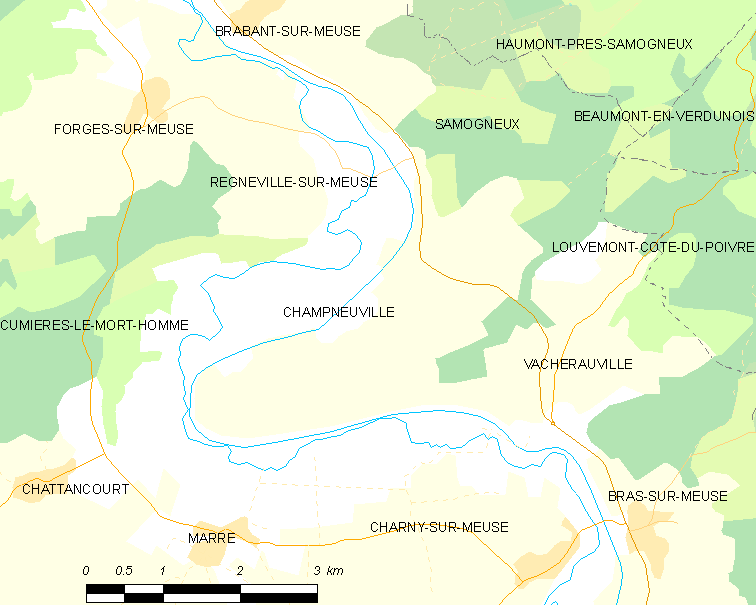
尚讷维尔的OSM定位图

尚讷维尔的时区为UTC+01:00、UTC+02:00（夏令时）。

## 行政
尚讷维尔的邮政编码为55100，INSEE市镇编码为55099。

## 政治
尚讷维尔所属的省级选区为默兹河畔贝尔维尔县。

## 人口

1962-2008年间尚讷维尔人口变化图示

尚讷维尔于2022年1月1日时的人口数量为119人。